# Darlton
 (août 2023).
Darlton est une paroisse civile et un village du Nottinghamshire, en Angleterre.